# Clase Centaur
La clase Centaur fue una serie de cuatro portaaviones ligeros de la Royal Navy (RN) construida en las décadas de 1940 y 1950, siendo un diseño de fines de la Segunda Guerra Mundial.
La mayoría de ellos, convertidos en commando carriers, fueron retirados entre los años sesenta y setenta con el fin del dominio británico en Lejano Oriente. El último restante, el HMS Hermes, combatió en guerra de las Malvinas; y posteriormente fue transferido a India donde sirvió como INS Viraat hasta 2017.
Sus alas aéreas embarcadas incluyeron varios aviones de la Fleet Air Arm (FAA) aunque fue imposible la operación con aviones F-4 Phantom II por la corta longitud de su cubierta. No obstante, ello no fue obstáculo para la operación con aviones V/STOL Harrier y Sea Harrier (en el HMS Hermes).

## Diseño

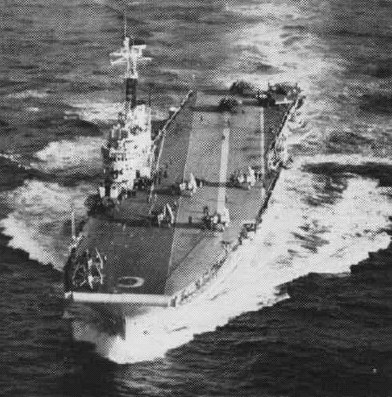
El HMS Centaur en 1955

La clase Centaur es un portaaviones ligero de 224 m de eslora, 39 m de manga y 8,7 m de calado; y 28 700 t de desplazamiento a plena carga.
Su propulsión consistía en dos turbinas de vapor y tres calderas con 78 000 hp (58 000 kw) de potencia.
Su ala aérea embarcada fue constituida por los jets de ataque Buccaneer, Sea Hawk, Sea Venom y Sea Harrier. La Royal Navy propuso la operación con el caza F-4 Phantom II pero no pudo debido a limitaciones técnicas.

## Desarrollo
Aunque inicialmente la marina de guerra planeó tener un total de ocho portaaviones de esta clase pero, con el fin de la Segunda Guerra Mundial, solamente construyó cuatro. El primero entró en servicio con la flota en 1954.
El HMS Hermes, última unidad de la clase, fue construido en 1959 con una cubierta de vuelo «angulada». El Centaur poseía en cambio una cubierta convencional. El Bulwark y el Albion fueron transformados en commando carriers en 1958 y 1961, respectivamente.
En los años sesenta fue ofrecido el HMS Hermes a la Royal Australian Navy pero finalmente no fue vendido. Posteriormente, a mediados de la década de 1970, la Marina de Guerra del Perú tuvo un interés de adquirir el HMS Bulwark; y, a principios de los años ochenta, la Armada de Chile estuvo interesada en la compra del HMS Hermes.

## Historia de servicio
En 1959 el HMS Albion y HMS Bulwark participaron de la Operación Musketeer (Egipto), en la crisis del canal del Suez.
En 1961, durante la Operación Vantage, el HMS Centaur relevó al portaaviones HMS Victorious en Kuwait. En 1963, el mismo buque atacó fuerzas enemigas en la Operación Damon (Yemen).
En 1982 el HMS Hermes lideró la flota de la guerra de las Malvinas, participando de este conflicto armado del Atlántico Sur junto al portaaviones ligero HMS Invincible. La nave pasó a retiro del servicio en 1984 y fue posteriormente vendido a la India, donde fue bautizado INS Viraat. La marina de guerra de la India le dio el retiro definitivo en 2017.

## Unidades
| Unidad      | Numeral | Constructor       | Iniciado | Botado | Entregado | Baja | Destino            |
| ----------- | ------- | ----------------- | -------- | ------ | --------- | ---- | ------------------ |
| HMS Centaur | R06     | Harland and Wolff | 1944     | 1947   | 1953      | 1965 | Desguazado         |
| HMS Albion  | R07     | Swan Hunter       | 1944     | 1947   | 1954      | 1973 | Desguazado         |
| HMS Bulwark | R08     | Harland and Wolff | 1945     | 1948   | 1954      | 1981 | Desguazado         |
| HMS Hermes  | R12     | Vickers-Armstrong | 1944     | 1953   | 1959      | 1984 | Vendido a la India |